# Kościół św. Władysława w Sárvárze
Kościół św. Władysława (węg. Szent László templom) – rzymskokatolicka świątynia parafialna znajdująca się w węgierskim mieście Sárvár.

## Historia
W średniowieczu na rynku miasta znajdowała się kaplica św. Trójcy. Na jej miejscu w 1645 wzniesiono kościół, ufundowany przez Franciszka Nádasdego, który dwa lata wcześniej dokonał konwersji na katolicyzm. Wzniesiono go według planów Pietra Orsoliniego i poświęcono pod wezwaniem świętego Władysława. Ten został zniszczony podczas powstania Rakoczego. Odbudowano go w 1732, w 1830 przedłużono o dwa przęsła, a w latach 1926–1927 przebudowano według projektu Gyuli Petrovácza.

## Architektura i wyposażenie
Świątynia barokowo-neoklasycystyczna, halowa. Prezbiterium zdobi ołtarz ufundowany przez Marię Beatrycze d’Este, arcyksięcia Franciszka IV. Sklepienia zdobią freski namalowane w latach 1938–1939.

### Dzwony
Na wieży kościoła zawieszone są 3 dzwony, odlane w 1927 roku:
| Imię               | Imię oryginalne     | Waga   | Ton | Średnica |
| ------------------ | ------------------- | ------ | --- | -------- |
| Święty Jan Apostoł | Szent János Apostol | 150 kg | d"  | 62,5 cm  |
| Święta Maria       | Szűz Mária          | 260 kg | c"  | 74,5 cm  |
| Święty Władysław   | Szent László        | 800 kg | f'  | 111,5 cm |

## Galeria

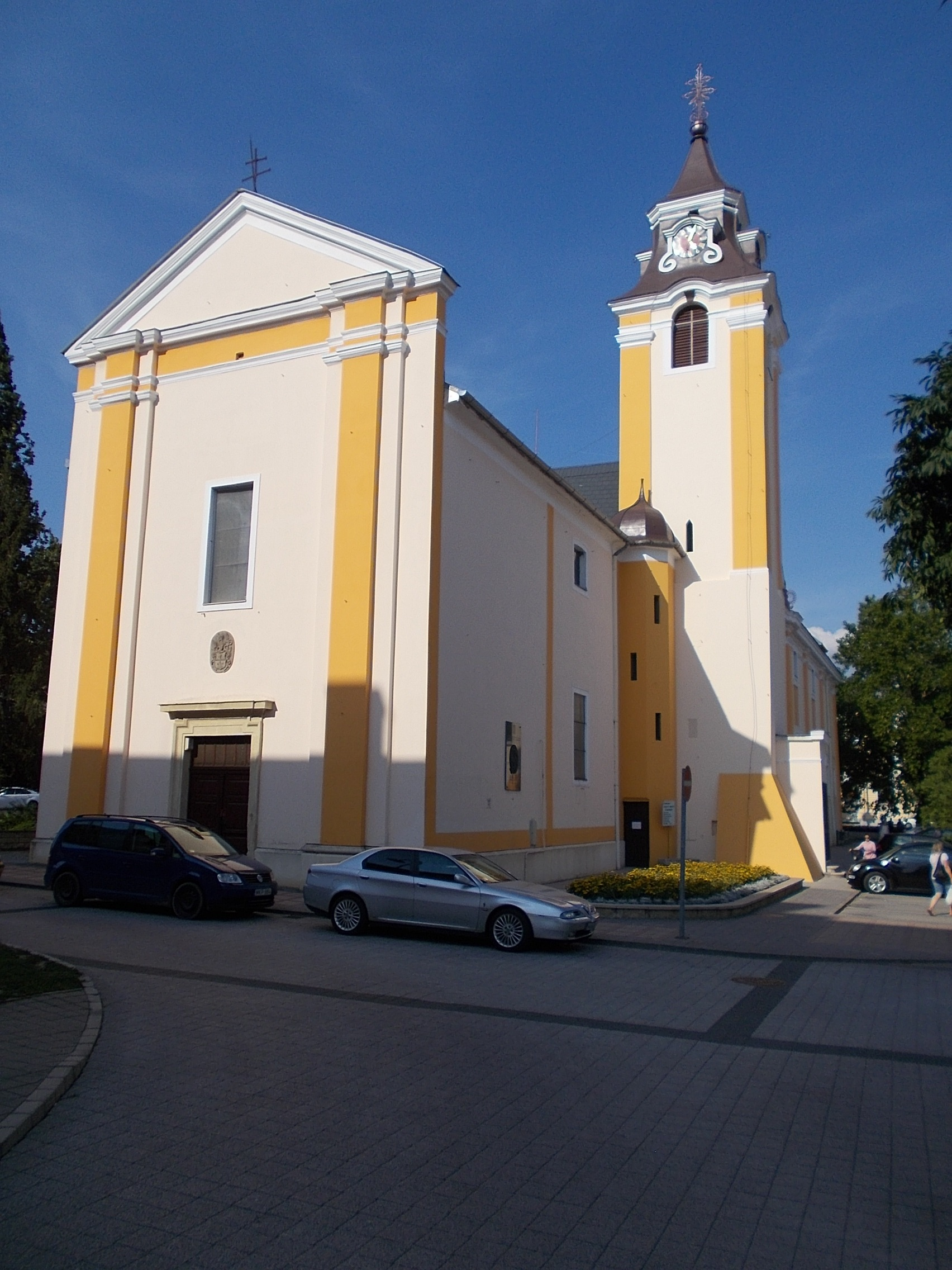
Prezbiterium i wieża
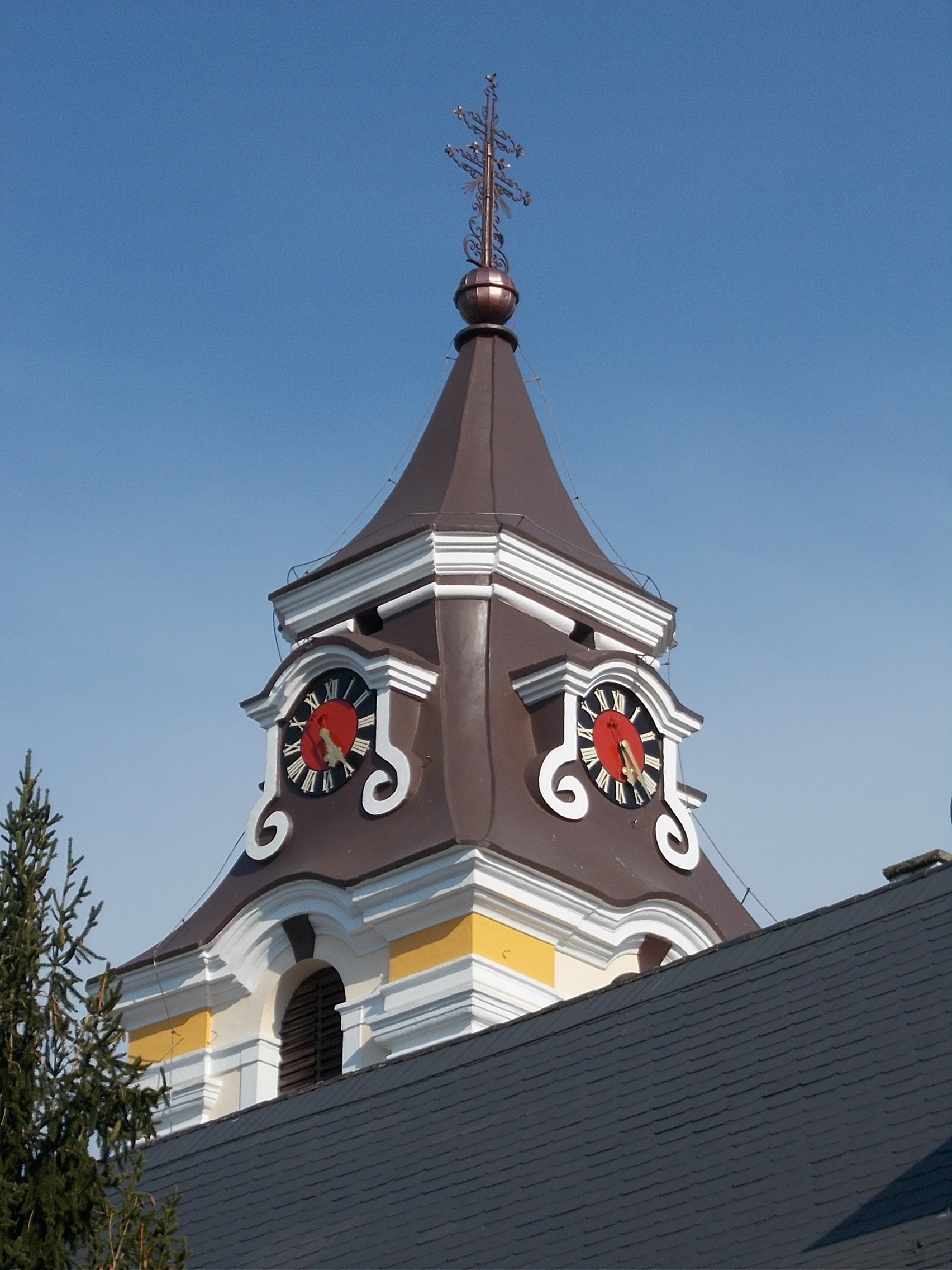
Hełm wieży
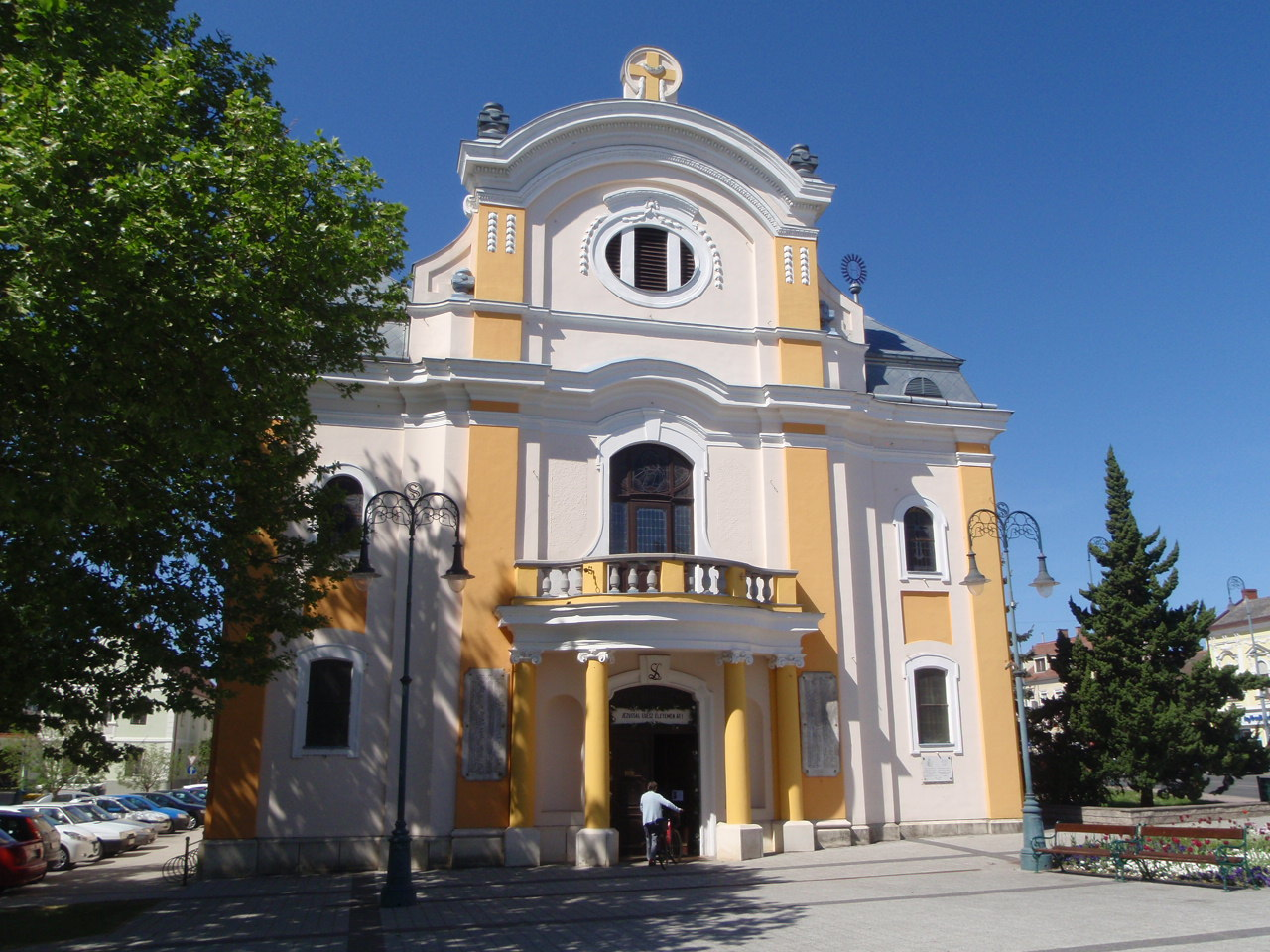
Fasada
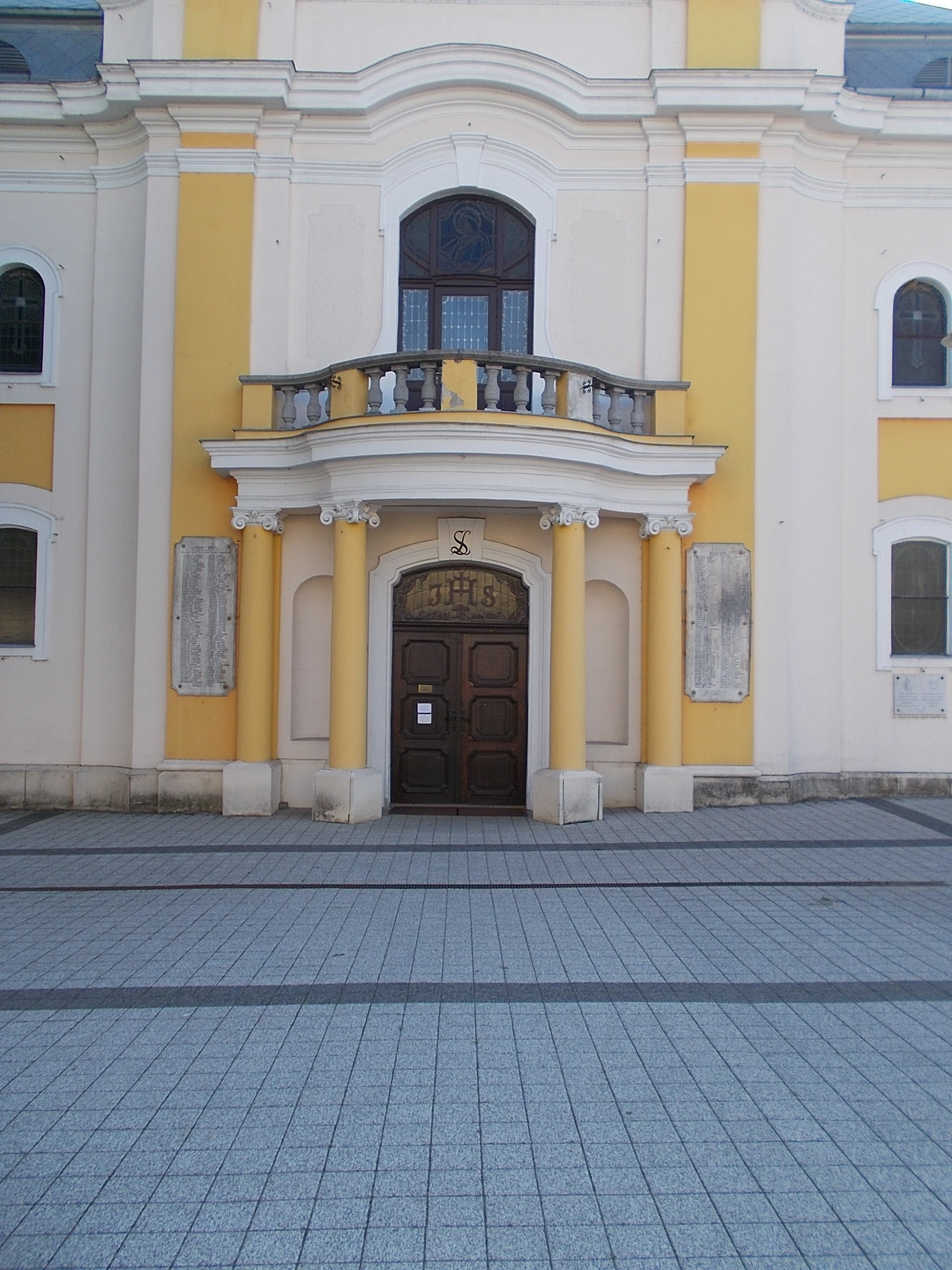
Portal główny
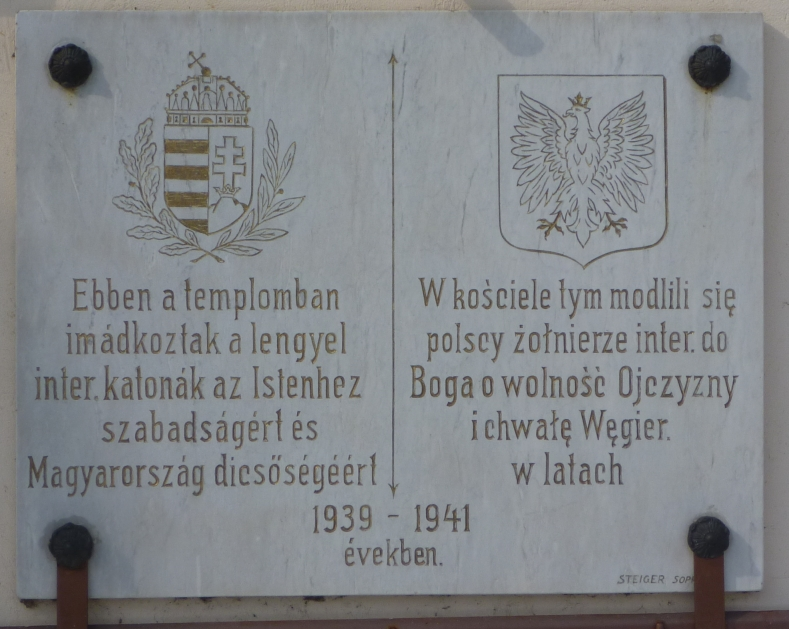
Dwujęzyczna tablica pamiątkowa
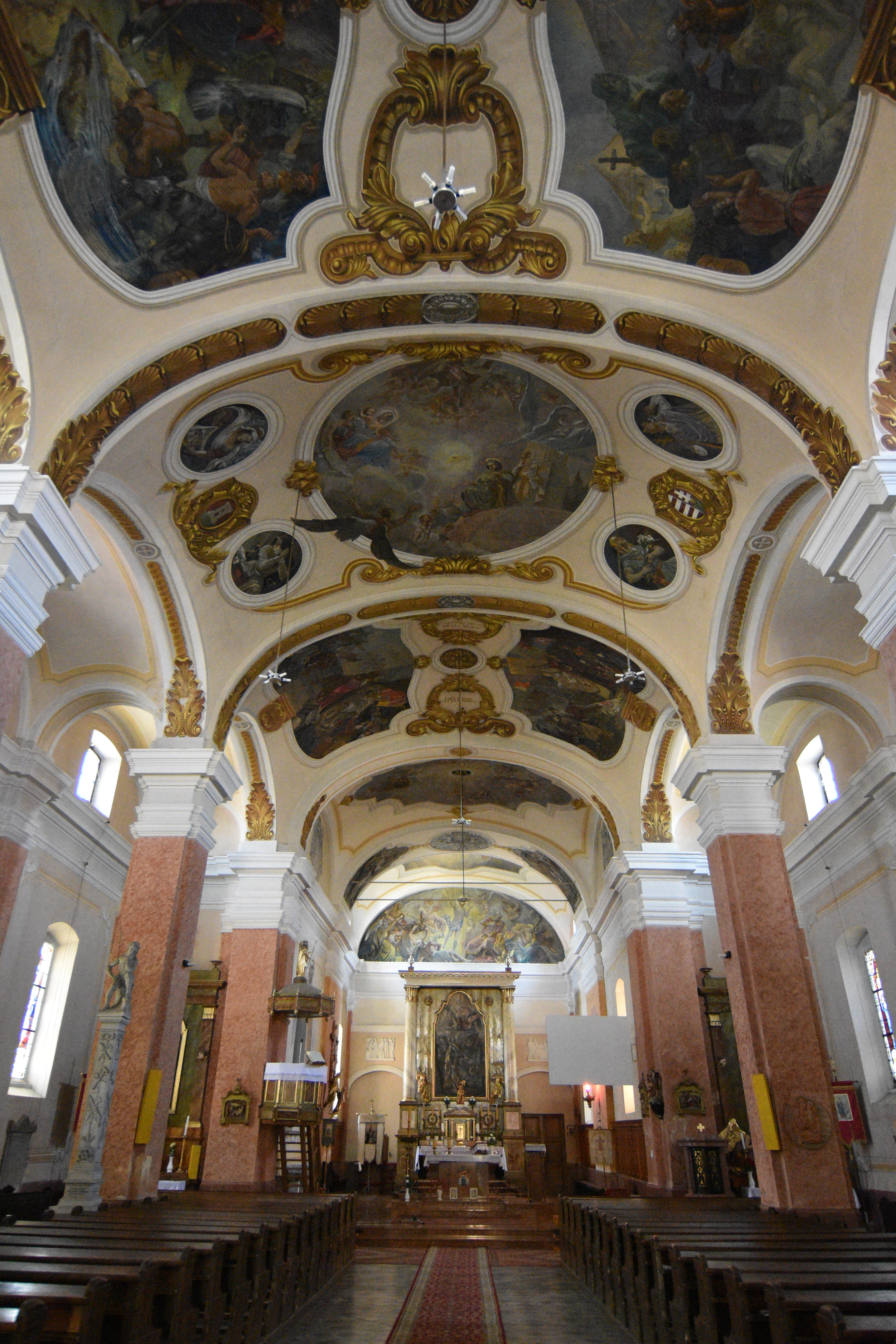
Wnętrze